# Troszyn (Mazovië)
Troszyn is een dorp in het Poolse woiwodschap Mazovië, in het district Ostrołęcki. De plaats maakt deel uit van de gemeente Troszyn.